# 愛德華多·艾斯科巴
愛德華多·荷西·艾斯科巴（西班牙語：Eduardo José Escobar，1989年1月5日—），為美國職棒大聯盟的三壘手與游擊手，目前為自由球員。他先前曾效力過白襪、雙城、響尾蛇、釀酒人、大都會與天使等隊。

## 職業生涯

### 芝加哥白襪
2011年，艾斯科巴登上大聯盟，該年他出賽9場，7個打數擊出2支安打。隔年他受邀參加春訓，該年他在白襪隊出賽36場，打擊率僅2成07，另有3分打點。

### 明尼蘇達雙城
2012年7月28日，白襪隊用艾斯科巴向雙城隊交易Pedro Hernández與弗朗西斯科·利瑞安諾。2012年剩餘球季他出賽14場比賽，打擊率2成27，另有6分打點。
2013年4月3日，艾斯科巴擊出2分打點的再見二壘安打，也幫助球隊拿下該年球季的首勝。4月9日，艾斯科巴擊出大聯盟生涯首轟。該年他出賽66場比賽，打擊率2成36，3轟10分打點。
2014年球季，艾斯科巴打出了一個不錯的球季。他出賽133場比賽，打擊率2成75，6轟37分打點。2015年，他的打擊率為2成62，12轟58分打點。2016年，他的打擊率為2成36，6轟37分打點。
2016年5月7日，他因為鼠蹊部緊繃而進入傷兵名單。12月3日，他為了避免薪資仲裁，而跟球隊簽下1年260萬美元的合約。
2017年，艾斯科巴打出生涯年，雖然打擊率僅2成54，不過21轟73分打點皆是生涯新高。

### 亞利桑那響尾蛇
2018年7月27日，雙城隊用艾斯科巴向響尾蛇隊交易Gabriel Maciel、Jhoan Durán及Ernie De La Trinidad等三名球員。該年他的守備率為大聯盟三壘手最高，為.983。
2018年10月23日，艾斯科巴與響尾蛇隊簽下3年2100萬美元的合約。2019年，他的打擊率為2成69，並敲出35轟與118分打點。2020年，艾斯科巴陷入低潮，整季打擊率僅2成12，另敲出4轟。2021年，他在響尾蛇繳出2成46打擊率，外帶22轟與65分打點的成績，成功入選明星賽。

### 密爾瓦基釀酒人
2021年7月28日，響尾蛇隊將艾斯科巴交易到釀酒人隊，換來Cooper Hummel和Alberto Ciprian。

### 紐約大都會
2021年11月26日，艾斯科巴和大都會簽下2年2000萬美元的合約。

## 個人生活
艾斯科巴與他的妻子及5個孩子現居邁阿密。

## 外部連結
- 球員資訊和成績在MLB ，ESPN ，Retrosheet ，Baseball Reference ，Baseball Reference (Minors) ，Fangraphs ，The Baseball Cube （英文）
- 愛德華多·艾斯科巴的Instagram帳戶

| 成就                     | 成就                  | 成就                 |
| ------------------------ | --------------------- | -------------------- |
| 前任： 克里斯蒂安·葉力奇 | 完全打擊 2022年6月6日 | 繼任： 傑瑞德·沃爾許 |